# Hyostomodes costicommata
Hyostomodes costicommata är en fjärilsart som beskrevs av Louis Beethoven Prout 1922. Hyostomodes costicommata ingår i släktet Hyostomodes och familjen mätare. Inga underarter finns listade i Catalogue of Life.